# دين السلام
تم إطلاق مصطلح دين السلام على عدة أديان خصوصا الإسلام والمسيحية لوصف طبيعتها السلمية المزعومة. بعد هجمات 11 سبتمبر 2001، تم استخدام هذا المصطلح بشكل بارز للإشارة إلى الإسلام في محاولة من بعض السياسيين للتمييز بين دين الإسلام والإرهاب الإسلامي. بعد ذلك، تبنى بعض منتقدي الإسلام هذه العبارة، مستخدمين مصطلح «دين السلام» بطريقة ساخرة من الإسلام.

## استخدام المصطلح
في الماضي، تم تطبيق لقب «دين السلام وحسن النية تجاه البشرية» على المسيحية.
في الستينيات، قال مالكولم إكس، بصفته متحدثًا باسم أمة الإسلام، في مناسبات عديدة أن الإسلام هو «دين سلام».
في عام 1996، وافقت منظمة التعاون الإسلامي على الدعوة إلى «خطوات عملية وبناءة لمواجهة الدعاية السلبية ضد الإسلام، وإزالة سوء التفاهم وتصحيحه، وتقديم الصورة الحقيقية للإسلام: دين السلام والتسامح».
في سبتمبر 2001، في أعقاب هجمات 11 سبتمبر، قال الرئيس الأمريكي جورج دبليو بوش: «"إن وجه الإرهاب ليس هو الإيمان الحقيقي للإسلام. هذا ليس كل ما يدور حوله الإسلام. الإسلام هو السلام. هؤلاء الإرهابيون لا يمثلون السلام. إنهم يمثلون الشر والحرب.» وقد أشار البعض إلى أن كلمة الإسلام مقتبسة من كلمة سلام في اللغة العربية. أثار هذا انتقادات من بعض الأوساط وكشف استطلاع للرأي أجري في عام 2002 لقادة الإنجيليين البروتستانت في الولايات المتحدة أن 10% فقط يتفقون مع بوش على أن الإسلام مرادف للسلام.
قال مهاتير بن محمد، رئيس وزراء ماليزيا الأسبق في عام 2002، «"الإسلام كما قلت دين سلام. ولكن عبر القرون، حدثت انحرافات عن التعاليم الصحيحة للإسلام. وهكذا [من يسمون أنفسهم] "مسلمون" يقتلون رغم وصية دينهم بعدم قتل الناس ولا سيما الأبرياء.»
وقال دليل بوبكر، مفتي مسجد باريس، في عام 2006، «"لم يؤسس الرسول دينا إرهابيا، بل دين سلام".»
في أعقاب هجوم سان برناردينو عام 2015، استخدم الرئيس الأمريكي باراك أوباما مصطلح دين السلام، كجزء من جهوده لمواجهة التحيز ضد المسلمين، في خطاب عقب الهجوم، وفي زيارته الأولى لمسجد أمريكي.
في 18 مارس 2016، وصف رئيس الوزراء الهندي ناريندرا مودي الإسلام بأنه دين السلام ووصف الإرهاب بأنه قوة تقسيم، مشيدًا بالرسالة السلمية للصوفية، في مؤتمر الصوفية العالمي.

## إنتقادات

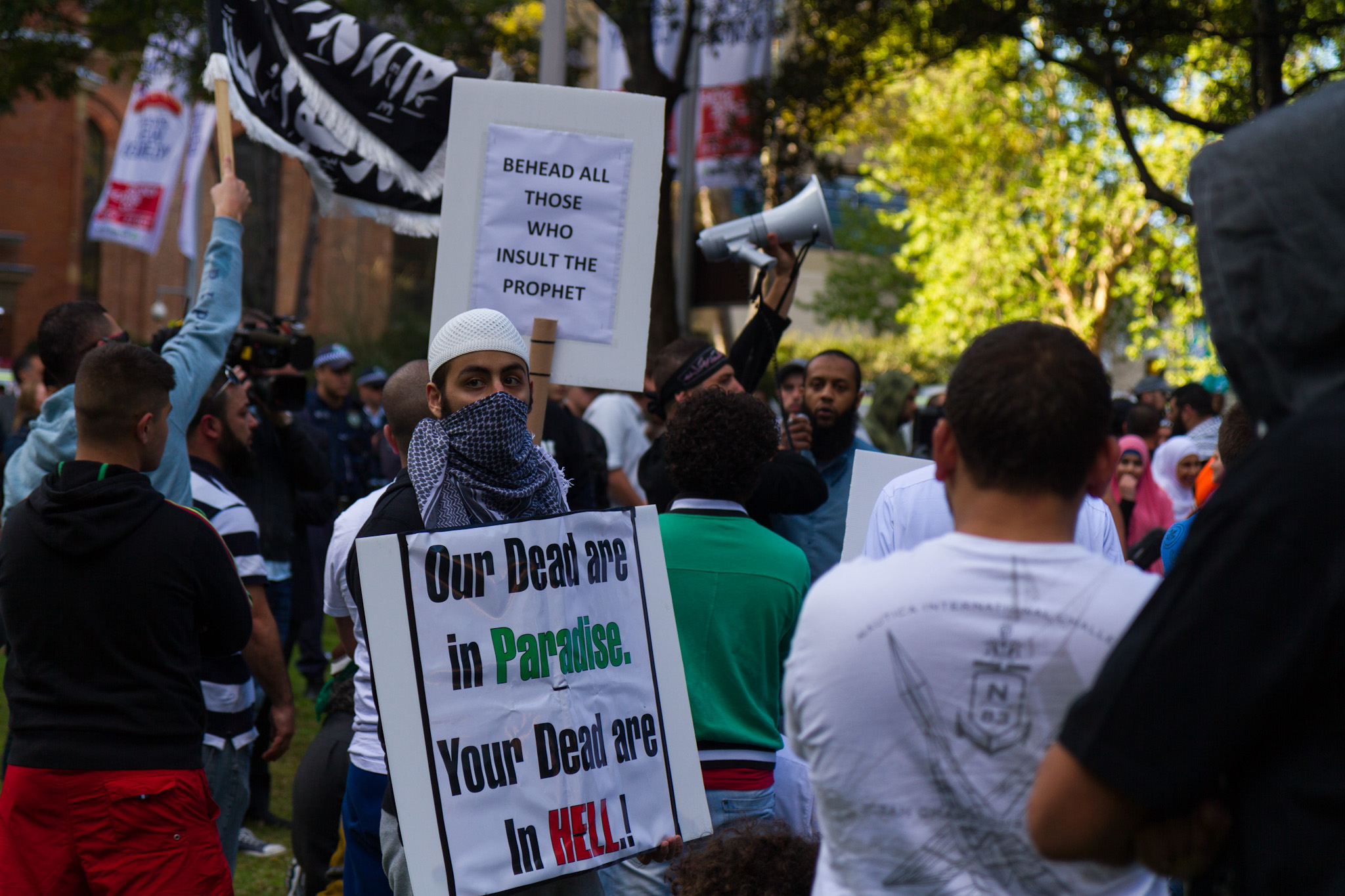
متظاهرون مسلمون في سيدني يرفعون لافتة تقول ، ولافتة أخرى تقول

يقول شيرمان جاكسون إن عبارة دين السلام لا تعني رفض قوانين الجهاد، وإنما تعني أن الإسلام يرغب في «حالة تعايش سلمي دائم مع دول وشعوب أخرى غير مسلمة».
مصطلح «دين السلام» يستخدم باستهزاء من قبل منتقدي الإسلام، مثل اليمينية آن كولتر. كتب الفيلسوف والملحد سام هاريس، «"موقف المجتمع المسلم من كل الاستفزازات هو أن الإسلام دين سلام، وإذا قلت إنه ليس كذلك، فسوف نقتلك".»
عندما سأله الصحفيون في عام 2005 عما إذا كان الإسلام دين سلام، صرح البابا بنديكتوس السادس عشر أن بعض عناصر الإسلام يمكن أن تفضل السلام، ولكن هناك أيضًا عناصر أخرى.
كتب الإسلامي سيد قطب أن الإسلام هو دين السلام بمعنى خضوع البشرية جمعاء إلى الله.
في 13 مايو 2015، أصدرت داعش رسالة صوتية من أبو بكر البغدادي، أكد فيها أن الإسلام ليس دين سلام، بل هو دين قتال.
في أعقاب هجمات برشلونة عام 2017، كان غلاف مجلة شارلي إبدو صورة شاحنة تبتعد عن الضحايا الملطخة بالدماء مع كلام توضيحي يقول «الإسلام، دين السلام... الأبدي».